# Marquesado de Nájera
El marquesado de Nájera, es un título nobiliario español concedido el 6 de octubre de 1877 por el rey Alfonso XII, a favor de José de Nájera y Aguilar.

## Marqueses de Nájera
|                          | Titular                                           | Periodo                  |
| Creación por Alfonso XII | Creación por Alfonso XII                          | Creación por Alfonso XII |
| ------------------------ | ------------------------------------------------- | ------------------------ |
| I                        | José de Nájera y Aguilar                          | 1877-1901                |
| II                       | Alfonso de Nájera y Balanzat                      | 1902-1917                |
| III                      | Ángel Fernández de Liencres y de La Viesca        | 1918-1987                |
| IV                       | María Josefa Fernández de Liencres y de La Viesca | 1986-2000                |
| V                        | Eduardo Fioravanti y Fernández de Liencres        | 2001-2019                |
| VI                       | Julia Carlota Fioravanti Riquer                   | 2020-actual titular      |

## Historia de los marqueses de Nájera
- José de Nájera y Aguilar, (1834-1901), I marqués de Nájera.[1] Era hijo de Miguel Nájera y González-Batres y Rosa Aguilar-Amat y Manrique de Lara.[2]

Contrajo matrimonio el 8 de diciembre con María Dolores Balanzat y Bretagne (La Coruña, 1850-Madrid, 31 de diciembre de 1911), dama de compañía de la infanta Isabel de Borbón, hija de Rafael Balanzat y Baranda (1820-1854), descendiente de los marqueses de Casa Cagigal, y de su esposa María del Carmen Bretagne y Carrió (1829-1846). Le sucedió su hijo;
- Alfonso de Nájera y Balanzat (1870-17 de septiembre de 1917), II marqués de Nájera,[1] diputado en las Cortes Generales de 1914 a 1917 por Segovia.[4]

Casó con Elena Arteaga Gutiérrez de la Concha (1872-1940), hija de los marqueses de Tavara, Guadalest y Algecilla. Sin descendencia. Le sucedió su sobrino:
- Ángel Fernández de Liencres y de la Viesca (8 de febrero de 1896-Sobremazas, 15 de octubre de 1984)[2][5]  III marqués de Nájera y V marqués del Donadío.[6] Era hijo de Antonio Fernández de Liencres y Nájera (n. 27 de abril de 1866-1951), IV marqués del Donadío y XII vizconde de la Villa de Miranda,[6] y de María Guadalupe de la Viesca y Roiz de la Parra,[6] hija de Federico de la Viesca y de la Sierra, I marqués de Viesca de la Sierra, I vizconde de la Nava del Rey y diputado a Cortes.[2]

Se casó en primeras nupcias el 9 de febrero de 1919 con María Teresa de Elduayen y Ximénez de Sandoval (m. 1919), hija de Ángel Elduayen Mathet y de María Josefa Ximénez de Sandoval y Saavedra, I marquesa de Elduayen. Contrajo un segundo matrimonio en París en octubre de 1921 con Isabel Fernández de Villavicencio y Crooke.  Se casó en terceras nupcias, por lo civil, el 4 de julio de 1936 con Carmen de Gurtubay y Alzola. Le sucedió su hija del primer matrimonio:
- María Josefa Fernández de Liencres y Elduayen (n. 5 de noviembre de 1919), IV marquesa de Nájera,[6][7] VII marquesa de Donadío. Su madre falleció una semana después del parto y fue criada en la casa de su tía abuela,  María de los Dolores Elduayen y Martínez Enríquez, IX marquesa de Valladares y VIII marquesa de Mos.[8] Le sucedió su hijo:

- Eduardo Fioravanti y Fernández de Liencres (San Sebastián, 1941-Ibiza, 7 de agosto de 2019),[9] V marqués de Nájera.[6][10] Le sucedió su hija:

- Julia Carlota Fioravanti Riquer, VI marquesa de Nájera.[11][12]